# Symbole Nunavutu
Oficjalne symbole terytorium Nunavut
| Oficjalne kolory | Oficjalne kolory |
| --- | --- |
| Oficjalne kolory terytorium symbolizują: złoty – bogactwa naturalne niebieski - niebo biały –śnieg czerwony – Kanadę | |
| Motto | |
| Nunavut sanginivut Nasz kraj naszą siłą                                                                              | |
| Flaga | |
| Nunavut | Flaga zawiera wszystkie cztery oficjalne kolory, Podzielona jest na dwa pionowe pasy – złoty i biały. W centralnym punkcie przedstawiony jest tzw. inuksuk. W prawym górnym rogu niebieska gwiazdka, symbolizująca gwiazdę polarną, ważny punkt nawigacyjny. |
| Herb | |
| | Tarcza herbowa: Dwudzielna tarcza w nietypowym dla heraldyki kształcie koła podzielona na dwa pola. Górne, mniejsze pokazuje złota gwiazdę polarną oraz słońce w pięciu położeniach na niebie, symbolizujących wędrówkę słońca po nieboskłonie. W dolnej części na złotym tle przedstawione są dwa elementy graficzne inuksuk i palenisko, które spełniało u Inuitów nie tylko role pieca lecz także punktu wyznaczającego kierunek powrotu do domu. Godło: Tarcza podparta jest z lewej przez karibu, a z prawej przez narwala. Oba zwierzęta stanowią podstawę naturalnej diety Inuitów. Karibu stoi na glebie porośniętej przez trzy gatunki arktycznych kwiatów, symbolizującej tundrę. Narwal opiera się na krze lodowej. Symbolizują one dwa ekosystemy terytorium. Podstawa godła objęte jest złota szarfą z wypisanym mottem terytorialnym przy użyciu tradycyjnego alfabetu. Godło zwieńcza igloo, stojące na biało-niebieskiej poduszce. Igloo, dziś już praktycznie nieużywane, było domem i schronieniem rodzin Inuickich. Igloo zwieńczone jest koroną symbolizującą przynależność do monarchii Kanady. |